# I Legislatura de la Comunitat Valenciana
La I Legislatura de la Comunitat Valenciana començà el 7 de juny de 1983 quan, després de la celebració de les eleccions autonòmiques, es constituïren les Corts, i acabà el 7 de maig de 1987, amb la dissolució de les mateixes. Li precedí la legislatura de transició i li succeí la II legislatura.
El PSPV obtingué majoria absoluta en les Corts Valencianes. Joan Lerma fon investit president del Consell i formà el seu primer Govern. Fon la primera legislatura després de l'aprovació de l'Estatut d'Autonomia.

## Inici de la legislatura

### Eleccions autonòmiques
L'Estatut d'Autonomia entrà en vigor el 10 de juliol de 1982, data de publicació en el BOE núm. 164 de 10/07/1982. Els resultats de les primeres eleccions autonòmiques donaren la victòria al Partit Socialista del País Valencià (PSPV) amb una majoria absoluta de 51 escons, seguit de Coalició Popular (CP) amb 32 escons. El PCPV obtingué 6 escons.

### Investidura
El 22 de juny de 1983 Joan Lerma fon investit amb majoria absoluta gràcies al suport dels diputats del PSPV. El grup comunista va presentar el seu propi candidat, José Galán, i el Grup Popular va votar contra el candidat socialista.

### Govern
Article principal: Consell de la Generalitat Valenciana a la I Legislatura

## Economia
El sector agrícola valencià es reduí a menys de la meitat entre 1960 i 1973, puix passà d'ocupar el 44,7% de la població activa a ocupar-ne el 20,1%. El comité de gestió de cítrics es posicionà en contra de l'entrada al Mercat Comú.
A l'empara de la Llei 27/1984, de 26 de juliol, sobre reconversió i industrialització, aprovada per l'executiu estatal de Felipe González, el 5 d'octubre de 1984 els Altos Hornos del Mediterráneo aturaren tota activitat. La indústria valenciana durant el període 1980-1983 perdé 73.000 llocs de treball. També les indústria de la fusta i les del moble, molt lligades a la construcció, patiren fortes dificultats. Vilarrasa, empresa del sector fuster en Mislata, presentà suspensió de pagaments en 1981. De la mateixa manera el sector tèxtil veié minvada la seua producció en localitats com Alcoi, amb 3.400 parats (sobre una població de 65.000 habitants) en 1979. La crisi en Alcoi s'agreujaria en 1983 amb 16 suspensions de pagament en el tèxtil i 485 treballadors de Papeleras Reunidas que acabarien en l'atur. En només huit anys hi havien tancat 300 empreses tèxtils, cosa que suposava la desaparició del 40% de les firmes del sector. En les Valls del Vinalopó, es manifestà una forta crisi en el sector del calçer deguda a una forta descapitalització i a una caiguda de les exportacions d'ençà la crisi de 1973. Per la seua part, la Unión Naval de Levante, alçà la suspensió de pagaments en 1984 després d'una «crisi de confiança» en l'empresa entre 19821 i 1982. Tanmateix, altres sectors, com el de l'automòbil, reixiren durant este període gràcies, en este cas, a l'emplaçament de la fàbrica de Ford en Almussafes en 1976, per a la producció per a tot Europa del Ford Fiesta. També en este període experimentà un gran dinamisme el sector de la rajola en la Plana Baixa, el qual es convertí en un dels sectors amb valencians amb més capacitat exportadora i amb una producció que es duplicà en el període 1981-1990, sense que el nombre de treballadors augmentara, cosa que es degué a un augment significatiu de la productivitat.
La nova administració autonòmica impulsà la creació de l'Institut Valencià de Competitivitat Empresarial (IVACE, antic IMPIVA), organisme autònom depenent de la Conselleria d'Indústria, que nasqué el 1984 per a gestionar la política industrial del Consell i ubicat a la ciutat de València. A través de l'IMPIVA es constituí l'Institut Tecnològic Tèxtil AITEX, un centre tecnològic dedicat a la investigació dels àmbits de coneixement de la ciència i la tecnologia que tinguen aplicació en la indústria tèxtil, emplaçat a Alcoi.

## Relacions polítiques
Finalitzat en el terreny polític el conflicte identitari conegut com a batalla de València, el PSPV gaudia de la majoria absoluta tant a les Corts Valencianes com als plens de les tres capitals, així com en la major part de caps de comarca. Pel que fa a la dreta, d'una banda, a l'Ajuntament de València, l'eixida de Juan Oliver del PDP a CP provocà una certa divisió entre els dos grups. D'altra banda, Vicente Ramos abandonà Unió Valenciana, partit del qual n'havia sigut fundador i president. Tot i això, el PSPV també enfrontà problemes interns com els expedients contra Manuel del Hierro, Fernando Millan i Juan de Dios Leal, o les reticències a la implantació de l'ensenyament en valencià en Alacant del regidor Antonio Martínez Bernícola. L'enfrontament en el PSPV alacantí també es feu de notar al seu si amb disputes internes entre el president de la Diputació Antonio Fernández Valenzuela i l'alcalde d'Alacant, José Luís Lassaletta. També en Elx l'actuació del regidor de cultura, Antoni Amorós, despertà el conflicte amb l'alcalde Ramon Pastor, qui titlà l'actuació d'excessivament valencianista. En Xixona, Francesc Bellido, segon tinent d'alcalde, i Abelard Quirós, president de la comissió d'hisenda municipal, foren expulsats del partit per la seua col·laboració amb la majoria progressista de la Candidatura Unida. A l'esquerra del PSPV, a les acaballes de 1984 tingué lloc la primera Conferència d'Unitat del Poble Valencià. Miquel Roca, per la seua banda, intentà crear les bases del Partit Reformista en València amb la col·laboració del PDL.
Cal mencionar l'escàndol viscut a l'Ajuntament de València quan conversacions telefòniques del tinent d'alcalde i delegat de Cultura, Vicent Garcés, aparegueren publicades al diari Las Provincias. Un altre enrenou succeí quan, davant la temptativa dels ajuntaments socialistes per a posicionar els seus afins en el Tribunal de les Aigües, la seua Junta de Govern, canvià els estatuts perquè els síndics passaren a ser triats pels regants i Ricardo Ortiz, conservador, es feu càrrec de la presidència. La qüestió no acabà en este punt puix Ortiz acusà el secretari de cobrar rebuts de manera injustificada cap a comptes particulars i l'expulsà de la Junta, a l'igual que al tresorer.
Pel Decret 95/1984 es determinaren les directrius de coordinació de les funcions pròpies de les Diputacions Provincials de la Comunitat Valenciana en matèria de Cultura, Educació i Ciència declarades d'interés comunitari, és a dir, que mitjançant Decret del Consell es fixaran les programacions respectives de les Diputacions en estos àmbits. En contra del Decret se situà la Coalició Popular de Manuel Giner Miralles que presentà un recurs d'anticonstitucionalitat.

## Mesures socials
La xifra de parats en la Comunitat Valenciana en abril de 1984 escalà fins al 9%, tot i que en la província de València hi arribà fins quasi el 20%. En total, la Comunitat Valenciana trencà la barrera dels 245.000 parats. L'administració autonòmica encara no posseïa prou competències per a realitzar una acció autònoma de lluita contra l'atur però, malgrat això, la Generalitat presentà el Programa Econòmic Regional (PER) per al trienni 1985-1987 amb una partida de 575.000 milons de pessetes, de les quals 120.000 s'havien de dedicar a la inversió i la resta a les despeses.

## Educació, cultura i llengua
En l'educació preuniversitària destaca l'aprovació de la Llei d'Ús i Ensenyament del Valencià (LUEV), la quarta llei aprovada per les Corts amb 55 vots a favor i 30 abstencions. En este sentit, la Conselleria de Cultura, dirigida per Ciprià Císcar completà la implantació de l'assignatura a tots els nivells de BUP, COU i FP, i en les comarques castellanoparlants. La Conselleria redactà un Llibre blanc de l'educació en la Comunitat Valenciana. Cal destacar la constitució de l'Associació de Cooperatives per a l'Escola Pública Valenciana (ACEPV), formada a partir de l'agrupació de deu centres cooperatius que sumaven entre 2.500 i 3.000 alumnes.
Pel que fa a les universitats, la Llei de Reforma Universitària (LRU) impulsà la dissolució dels anteriors Claustres i desembocà en l'elecció de nous rectors. Les primeres eleccions realitzades en la Universitat de València conferiren una majoria espectacular al Bloc Progressista conformat per: la gent del Col·lectiu Joan Lluís Vives, de tendència nacionalista; l'anomenada «plataforma» de caràcter heterogeni; el «grup dels vint», recolzat pel PSOE i, finalment, el Bloc d'Estudiants Agermanats (BEA). Ramon Lapiedra reemplaçà Joaquim Colomer com a rector. La Universitat Politècnica de València reelegí a Vicent Carot i la Universitat d'Alacant trià com a primer rector de la seua història a Antonio Gil Olcina.
El 4 d'abril de 1984 isqué a la llum el setmanari El Temps. Poc després, tornà a celebrar-se —després de tres anys fent-se en la Llotja— la Fira del Llibre de València a la Plaça del País Valencià. El 25 de maig la compositora i pintora Matilde Salvador i el poeta Miquel Peris rebien un homenatge en Castelló per part d'Acció Cultural a la seua trajectòria. En la tardor, nasqué la revista il·lustrada per a xiquets Camacuc. Després de dos edicions, desaparegué la Mostra de Cinema de les Nacionalitats de Xàtiva. Un esdeveniment nou sorgí amb la iniciativa de la I Biennal de Pintura organitzada per la Diputació de Castelló.
El 27 de juny de 1984 les Corts aprovaren per unanimitat la llei per la qual es crea l'entitat pública Ràdio Televisió Valenciana.
Tot i la implantació de la LUEV, l'ús oficial de la llengua en l'Administració no quedà garantit plenament. L'any 1985 es publicava un Estudi sociològic sobre la problemàtica lingüística en la Comunitat Valenciana que situava en un 54% l'ús de la llengua en l'àmbit familiar, amb dades més minses per a altres àmbits d'ús: veïnat (46,1%); amistats (41,5%); botigues (36,4%), feina (26%) i grans superfícies (19,1%). De la mateixa enquesta se'n desprén una lleugera reducció en la transmissió familiar (-0,08).

## Projecció internacional
1. ↑  Millas, Jaime «Joan Lerma, investido presidente de la Generalitat valenciana» (en castellà). El País [Madrid], 23-06-1983. ISSN: 1134-6582.
2. ↑  Jordán Galduf, Josep Maria «La agricultura en el País Valenciano (su situación actual)». Agricultura y sociedad, 1977, pàg. 222-247.
3. ↑  Sànchez, Amat «No sols de plans… La reconversió industrial afecta el País Valencià.». El temps, 1984.
4. ↑  País, El «Vilarrasa Sicra, SA presenta suspensión de pagos» (en castellà). El País [Madrid], 11-03-1981. ISSN: 1134-6582.
5. ↑  «Diario Información » Reconversión industrial y de servicios en Alcoy» (en castellà). [Consulta: 31 juliol 2024].
6. ↑  Bernabé, J.M. «Crisis al calzado: crisis al cuadrado». Festa 79, 1979.
7. ↑  Membrado Tena, Joan Carles «La localització de la indústria taulellera a la Plana de Castelló». Millars: espai i història, 1993, pàg. Vol. 16, pp. 79-92.